# NGC 1661
NGC 1661 је спирална галаксија у сазвежђу Орион која се налази на NGC листи објеката дубоког неба.
Деклинација објекта је - 2° 3' 18" а ректасцензија 4h 47m 7,7s. Привидна величина (магнитуда) објекта NGC 1661 износи 13,3 а фотографска магнитуда 14,1. NGC 1661 је још познат и под ознакама UGC 3166, MCG 0-13-8, CGCG 394-9, PGC 16000.